# 金頭日
金 頭日（金 斗一、キム・ドゥイル、朝鮮語: 김두일）は、朝鮮民主主義人民共和国の政治家。朝鮮労働党中央委員会委員、平安南道党委員会責任書記。内閣政治局局長兼党委員会責任書記、平安南道党委員会委員長、朝鮮労働党中央委員会政治局員、党中央委員会経済担当書記、党中央委員会経済部長などを歴任した。

## 経歴
出生地や生年月日は不明。2016年5月9日に開催された朝鮮労働党第7次大会に討論者として参加した。その後、平安南道党委員会副委員長を経て、2017年10月7日に開催された朝鮮労働党中央委員会第7期第2回総会で党中央委員会委員に補選され、平安南道党委員会委員長に任命された。2019年3月に最高人民会議第14期代議員に選出され、同年4月11日に開催された最高人民会議第14期第1回会議で代議員資格審査委員会委員に選出された。同年12月には金正恩委員長の肝いりで作られた陽徳温泉文化休養地の竣工式に参加した。
2021年1月5日から開催された朝鮮労働党第8次大会で中央委員会委員に再選され、1月10日に開催された党中央委員会第8期第1回総会で党中央委員会政治局員、同委員会経済担当書記、同委員会経済部長に選出されたが、同年2月11日に開催された党中央委員会第8期第2回総会では、党大会で決定された経済活動を批判され、経済担当書記・党経済部長を解任された。
2022年6月8日から開催された朝鮮労働党中央委員会第8期第5回総会拡大会議で党中央委員会委員候補に補欠選挙され、内閣政治局局長兼党委員会責任書記に任命された。同年10月24日には平安南道党委員会責任書記に就任していたことが確認され、同年12月26日から開催された朝鮮労働党中央委員会第8期第6回総会拡大会議で党中央委員会委員に補欠選挙された。

## 参考サイト
- 북한정보포털

| 党職                               | 党職                                    | 党職        |
| ---------------------------------- | --------------------------------------- | ----------- |
| 先代 安金哲                        | 平安南道党委員会責任書記 2022年 -       | 次代 現職   |
| 先代 朴奉珠 党副委員長（経済担当） | 朝鮮労働党中央委員会経済担当書記 2021年 | 次代 呉秀容 |
| 先代 新設                          | 朝鮮労働党中央委員会経済部長 2021年     | 次代 呉秀容 |
| 先代 朴泰成                        | 平安南道党委員会委員長 2017年 - 2021年  | 次代 安金哲 |